# میوکنجی (شهر کیوتو)

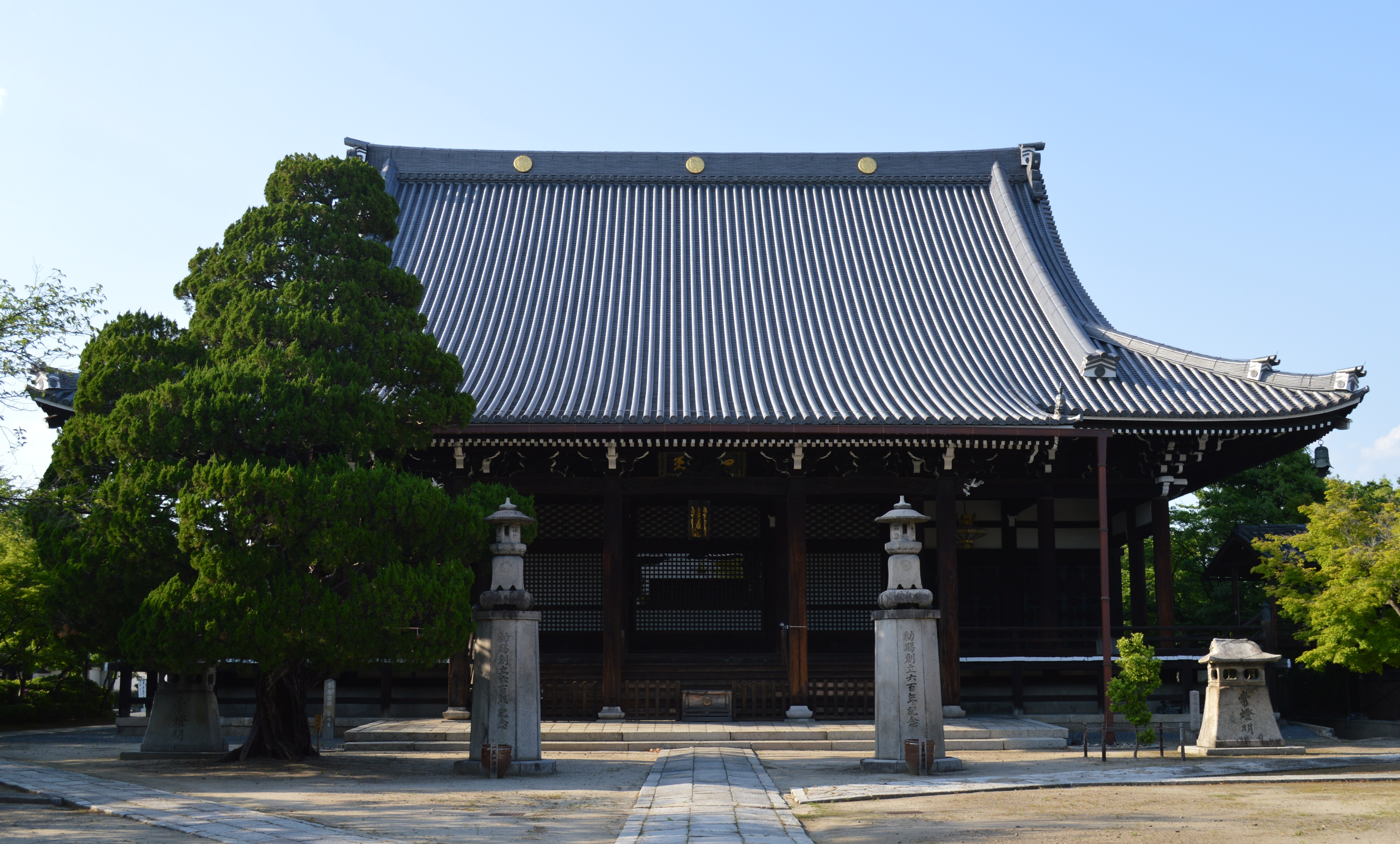

میوکنجی (به ژاپنی: 妙顕寺（みょうけんじ); یک معبد متعلق به فرقه نیچیرن در شهر کیوتو بخش کامیگیو، کیوتو است.